# Arnaud de Vivié
Arnaud de Vivié, né vers 1725, seigneur de Bideren et de Campagne, demeurant à Garris, est un homme politique français.

## Biographie
Arnaud de Vivié naît vers 1725.
Il est élu député du tiers état aux États généraux de 1789 pour la province de Navarre. Comme d’autres députés de Navarre, il refuse de participer aux États généraux d'un pays qui n’est pas le sien,.